# Съби Стефанов
Съби Стефанов Димов е български полицай, генерал-майор.

## Биография
Роден е на 21 април 1916 г. в бургаското село Чубра. Член на РМС от 1932, а от 1938 г. и на член на БКП. През 1931 г. постъпва в мебелното столарско училище в Котел. Участва в марксистки кръжок, който е разкрит и той е изключен от училището през 1933 г., но по-късно отново е записан в същото училище. Завършва 6-и клас през 1934 г. След това започва работа като стажант в мебелната фабрика „Пушков“ в Шумен. Напуска само след 3 месеца поради ниска заплата. Започва работа в мебелната работилница „Братя Камбурови“ в Трявна. През 1935 г. е арестуван в Габрово след провал и лежи в следствието 2 месеца. Работи в Трявна до юли 1936 г. След това започва работа като майстор мебелист в село Бичкиня (днес квартал на Габрово), Габровско. От 1937 се сдобива със собствена работилница, в която остава до 1940 г. През тази година става техническо лице и член на ОК на БКП в Габрово. След разкриване на организацията на БКП в Плачковци излиза в нелегалност на 20 юли 1941 г. и става партизанин в Габровския партизански отряд. Същага година е осъден задочно на смърт като партизанин с решение № 833 на Плевенския военен съд. В отряда отговаря за военната работа и е бил ръководител на група. На 9 септември участва в установяването на властта на ОФ в Габрово. Веднага след 9 септември 1944 г. е районен ръководител на IV район на БКП в Габрово. Влиза в МВР и е назначен за комендант на Габрово. В началото на 1947 г. започва работа в Околийския комитет на БКП в Габрово, където остава до края на годината. През 1948 г. постъпва отново в Държавна сигурност като началник на сектор. През 1949 г. завършва 4-месечен курс по Държавна сигурност. От 1950 г. е окръжен началник на МВР-Горна Оряховица, а от 1951 г. е началник на МВР-Благоевград. След това е назначен за началник на Управление IV (обслужване на транспорта) на Държавна сигурност. През 1962 г. е началник на Окръжното управление на МВР – Варна. От 15 ноември 1962 г. е началник на Управление „Кадри“ на МВР. До 1966 г. е началник на Софийското управление на МВР.
Награждаван е с орден „Народна република България“ – I ст. (Указ № 346 от 20 април 1966 г.).